# Cal Cisquella
Cal Cisquella és una casa de Selvanera, al municipi de Torrefeta i Florejacs (Segarra), inclosa a l'Inventari del Patrimoni Arquitectònic de Catalunya.

## Descripció
Edifici de dues plantes. A la planta baixa, hi ha una entrada amb arc de mig punt, i porta de fusta de doble batent. Al següent pis, hi ha dos balcons amb barana de ferro a la part dreta, i a la part esquerra, hi ha una finestreta.